# Browningiasläktet
Browningiasläktet (Browningia) är ett växtsläkte inom familjen kaktusar som beskrevs av Nathaniel Britton och Joseph Rose 1920. Släktet innehåller 11 arter, bland annat ribbpelarkaktus B. microsperma och stålblå pelarkaktus B. hertlingiana.

## Synonymer
- Gymnanthocereus Backeb. 1937
- Azureocereus Akers & H.Johnson 1949
- Castellanosia Cárdenas 1951
- Gymnocereus Backeb. 1959